# Alkynmetathese

Algemeen reacie schema van de alynemetathese;
substituenten van de drievoudige binding zijn gekleurd getekend

De alkynmetathese is een organische reactie waarbij een herschikking optreedt van alkyndelen van moleculen. Het is een reactie die zeer goed aansluit bij de alkeenmetathese, maar die niet zo'n grote impact heeft gehad op de ontwikkeling van methoden in de organische synthese.

## Historisch overzicht
De metaalgekatalyseerde alkynmetathese werd voor het eerst beschreven in een publicatie van Bailey uit 1968. Daarin werden reacties beschreven die gebruik maakten van mengsels van wolfraam- en siliciumoxiden en temperaturen tot 450°C.
In 1974 maakte de Franse scheikundige André Mortreux melding van het gebruik van de homogene katalysator molybdeenhexacarbonyl, bij een temperatuur van 160°C. Als co-katalysator werd gebruikgemaakt van resorcinol. Hij kwam tot de vaststelling dat een asymmetrisch alkyn een evenwicht vormde met twee symmetrische alkynen. In 1975 stelde T.J. Katz een metaalcarbyn en een metallacyclobutadieen voor als intermediair door de reactie. Talrijke metallacyclobutadieen-complexen werden in 1981 door Richard Schrock gekarakteriseerd als katalytisch actief.

## Ringsluiting via alkynmetathese
Alkynmetathese wordt hoofdzakelijk aangewend bij het sluiten van ringen. Zo kan de macrocyclische verbinding civeton bereid worden door alkynmetathese uit een dialkyn. Na sluiting van de ring kan de ontstane drievoudige binding stereoselectief gereduceerd worden met waterstofgas en een Lindlar-katalysator. Een dergelijke reactie wordt ook wel cyclodimerisatie genoemd. De drijvende kracht voor een dergelijke reactie is het ontstaan van kleine gasvormige moleculen, zoals ethyn en 2-butyn.